# エリャン・ハジエフ
エリャン・ハジエフ（Eljan Hajiyev 2002年4月9日- ）はアゼルバイジャンの柔道選手。階級は90kg級。

## 経歴
2021年の世界ジュニア81㎏級で3位になった。2022年のヨーロッパジュニアで優勝するも、世界ジュニアでは3位だった。その後階級を90㎏級に上げると、2024年のヨーロッパ選手権で優勝した。パリオリンピックでは2回戦で敗れた。2025年のグランドスラム・ドゥシャンベでIJFワールド柔道ツアー初優勝を飾った。世界選手権では準決勝で田嶋剛希に逆転負けを喫するも3位になった。
IJF世界ランキングは2947ポイント獲得で5位(25/7/20現在)。

## 主な戦績
81㎏級での戦績
- 2021年 - 世界ジュニア　3位
- 2021年 - グランドスラム・バクー　3位
- 2022年 - グランドスラム・トビリシ　3位
- 2022年 - ヨーロッパジュニア　優勝
- 2022年 - 世界ジュニア　3位
- 2023年 - グランプリ・アルマダ　2位

90㎏級での戦績
- 2023年 - グランプリ・ドゥシャンベ　3位
- 2024年 - グランプリ・アルマダ　3位
- 2024年 - グランドスラム・パリ　2位
- 2024年 - グランドスラム・トビリシ　2位
- 2024年 - ヨーロッパ選手権　優勝
- 2024年 - グランドスラム・アスタナ　3位
- 2025年 - グランドスラム・ドゥシャンベ　優勝
- 2025年 - 世界選手権　3位
- 2025年 - ワールドユニバーシティゲームズ　2位

(出典、)